# Północnica
Północnica, czasem także mara, nocnica – żeński demon u Słowian, rodzaj rusałki znany na dawnych kresach Polski. Jest to istota cechująca się złośliwością i psotliwością. Z nazwy można domniemywać, że działa w środku nocy.

## Pochodzenie
Jest demonem narodzonym z duszy grzesznika lub osoby mocno skrzywdzonej za życia. Człowiek mógł stać się także zmorą za życia, np. przez wpływ silnych, negatywnych emocji. Według niektórych podań człowiek mógł zmienić się w północnicę, jeśli przy chrzcie lub na łożu śmierci przez przypadek w trakcie modlitwy wypowiedział zmoraś Mario.

## Występowanie w kulturze
Północnica występuje w serii gier Wiedźmin jako bliźniaczy potwór południcy.